# Amaro 18 Isolabella

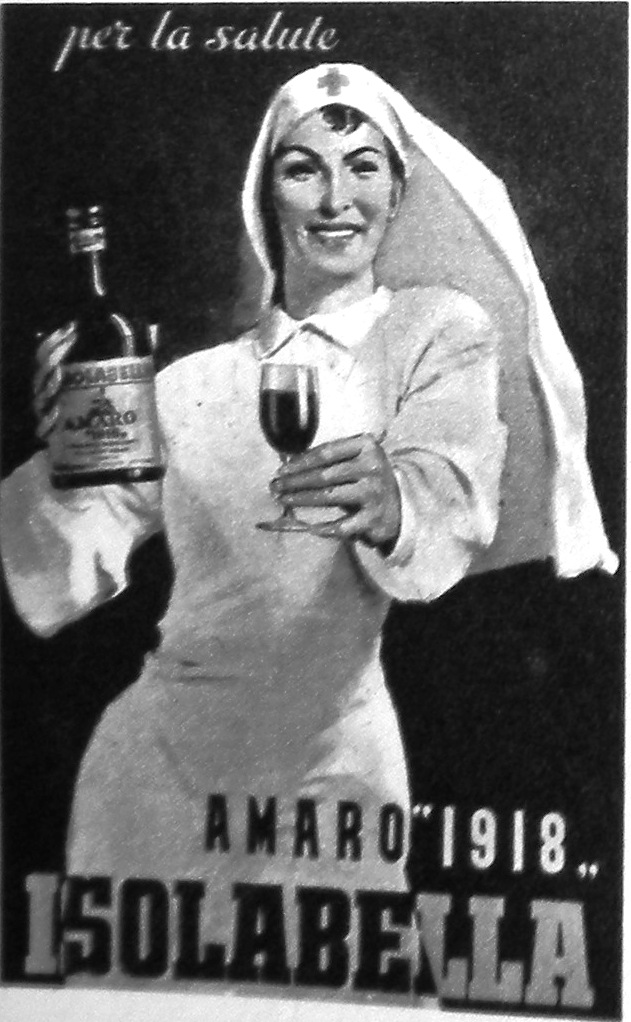
Ancienne publicité

L'Amaro 18 (amaro diciotto) est un amer italien, produit par la maison Isolabella (aujourd'hui dans le groupe Industria Lombarda Liquori Vini e Affini) depuis 1871 et reconnaissable à son étiquette noire où se détache un grand 18 blanc.

## Histoire
La maison Isolabella fut fondée par Egidio Isolabella en tant que productrice de vermouth et liqueurs dont le Mandarinetto Isolabella.

## Caractéristiques
L'amaro 18 est de couleur noire et titre 30 % (anciennement 20,9) et est obtenu à partir de l'infusion de 18 plantes aromatiques.

## Consommation
Il se consomme le plus souvent en tant que digestif, mais peut se consommer rallongé d'eau de Seltz et/ou d'une tranche de citron.

## Autres
Le numéro 18 (diciotto) est récurrent dans l'histoire de la maison Isolabella : la licence obtenue pour la production de vermouth portat le numéro 18, c'est aussi dans les années 1870 que la société se fit connaitre en Italie avec le Mandarinetto, et bien entendu, l'amer Isolabella porte le numéro 18 puisqu'il est constitué de 18 plantes.